# Arroyo (Porto Rico)
Arroyo é uma municipalidade no Vale Litoral Sul de Porto Rico e rodeado pelo Mar das Caraíbas, a leste do município de Guayama e noroeste do município de Patillas. Arroyo está espalhada por cinco alas e Pueblo Arroyo (O centro da cidade e do centro administrativo da cidade). É parte da Área Metropolitana de Guayama .